# 担保
担保（たんぽ）とは、以下の3つの意味を持つ。
1. 債務の履行を確実化するために、義務者から権利者に提供される事物[注 1]
2. 債務の履行を確実化するための仕組み[注 2]
3. 債務の履行を確実化すること[注 3]

被担保債権に係る債務者以外の第三者に対する債権という形をとる担保を人的担保と呼び、物や権利に対する対世的な権利という形をとる担保を、物的担保（物上担保）と呼ぶ。また、上記のような債務の履行の確実化とは無関係に、契約の目的物の瑕疵について責任を負うことを指す場合もある（瑕疵担保など）。
- 民法について以下では、条数のみ記載する。

## 物的担保を構成する要素
物的担保は、原則として、以下の要素から構成される。
被担保債権担保物権によって履行が担保されている債権。
担保目的物被担保債権の履行を担保するための担保権の目的物として供された物や権利。
担保権者担保権設定者から担保物権の設定を受けた者。セキュリティー・トラストの場合を除き、被担保債権者と一致する。
被担保債権者被担保債権の債権者。セキュリティー・トラストの場合を除き、担保権者と一致する。
担保権設定者約定担保物権を設定した者。被担保債権の債務者とは限らない。法定担保物権の場合には担保物権を負担する者は存在するが、設定者は存在しない。
例えば、債務者Aの債権者Bに対する債務αを、債務者Aの有する甲不動産に債権者Bのために抵当権を設定した場合、債務者Aが担保権設定者（抵当権設定者）、債権者Bが担保権者（抵当権者）、債権αが被担保債権、甲不動産が担保目的物（抵当目的物）となる。注意点としては、担保権設定者は、債務者に限られず、債務者以外の第三者が設定する場合には、当該第三者は物上保証人と呼ばれる。
|            | 留置権                                   | 質権 | 先取特権                                                                       | 抵当権 |
| ---------- | ---------------------------------------- | --- | ------------------------------------------------------------------------------ | --- |
| 被担保債権 | 留置物から 生じた債権 （金銭債権に限る） | - 合意により特定されまたは指定された範囲に属する債権の元本 - 利息 - 違約金 - 質物保存や強制執行時の費用 - 債務不履行又は隠れた瑕疵によって生じた損害 | 法律により特定された債権 (金銭債権に限らない)                                  | - 合意により特定されまたは指定された範囲に属する債権の元本 - 利息 - 定期金 - 遅延利息（遅延損害金） - 抵当権実行費用（通説） |
| 担保目的物 | 留置物                                   | - 物または権利 - 従物又は従たる権利 - 果実 - 代位物                                                                                                  | 先取特権の種類により多様（一般財産または特定の物もしくは権利。代位物を含む。） | - 不動産、みなし不動産 - 付加一体物 - 代位物                                                                                 |
| 担保権者   | 留置権者                                 | 質権者 | 先取特権者                                                                     | 抵当権者 |
| 設定者     | N/A                                      | 質権設定者 | N/A                                                                            | 抵当権設定者 |

## 担保の効力
担保には、被担保債権の履行を強制する効力がある。これを担保の効力と呼ぶが、これはさらに優先弁済的効力と呼び留置的効力の二つに分けられる。
優先弁済的効力債務不遅行の際に、担保目的物から、他の債権者に先立って優先的に債権の満足を受けられる効力。
留置的効力債務不履行の際に、担保目的物を留置できることで、間接的に債務者に履行を強制する効力。

### 優先弁済的効力
このうち優先弁済的効力は、被担保債権の強制実現の方法が物的担保と人的担保で大きく異なる。
物的担保の優先弁済効「債権者平等原則を破る」ことにより被担保債権の回収を確実化する効力
人的担保の優先弁済効「債務者のほかに、債務不履行による強制執行を受けるべき相手を増やす」ことにより被担保債権の回収を確実化する効力
債権者は債務者の総財産から債権額に応じて平等に債権の満足を受けるのが原則である。物的担保は、担保目的物を換価して得た額のうち、債権額以下の金額を他の債権者に先んじて取得することができる。この点で優先弁済的効力を有するといえる。人的担保の場合は債権者平等原則を破ることはない。しかし、債務の履行を請求できる相手を増やしていることから、無担保の債権者よりは債権の満足が得やすいという点で優先弁済的効力を有するといえる。人的担保は物的担保に比べて、債権回収の確実化の度合いが低いが、物的担保に比べ成立が容易であるため、比較的低額な市井での金融に多く用いられる手法である。それに対し、物的担保の中でも不動産や財団を対象にした担保物権は、債権回収を確実化する力が強いが、成立に費用と手間がかかるため、不動産の購入や企業間の取引などの高額な契約に対して使われることが多い。また、物的担保の中で登記・登録を要しない動産を対象にした担保は、債権担保を除き、こんにちではあまり担保として機能していないのが実情のようである。

### 留置的効力
また、物的担保のうちの留置権には民法に規定された直接的な「優先弁済的効力」はないが、弁済があるまで目的物を留置しうることは債務者にとって債務弁済の間接的強制力となる。さらに留置権は民事執行法において優先弁済を得る方法が規定されており、実質的には他の物的担保と同様に優先弁済権がある。なお、会社法で規定される持分会社における無限責任社員は、有限責任社員と違って「金銭その他の財産」以外の無形物(例えば「信用」労務)を出資することが可能であるのは、信用や労務とともに「会社の債務の人的担保」となることを出資しているからである。

## 担保の性質

### 担保の基本的性質
担保は、主債務の履行を確実化するために存在するので付従性（附従性）、随伴性、不可分性、物上代位性のような性質を持つ。　各性質の内容については担保物権の項目を参照。すべての担保にこれらすべての性質があるわけではなく、いずれかの性質を持たないものや、緩和されているものもあるため注意が必要である。
|          | 付従性 | 随伴性 | 不可分性 | 物上代位性 |
| -------- | ------ | ------ | -------- | ---------- |
| 物的担保 | ○      | ○      | ○        | ○          |
| 人的担保 | ○      | ○      | △        | ×          |

### 付従性の緩和（根担保）
特に付従性においては、厳格に適応すると、債権債務の関係が日々流転している企業間取引においても債権の発生ごとに担保権の設定を要することになり、費用と時間の多大なる浪費となる。そのため、取引迅速の観点から付従性が緩和され、債権額と債権の範囲を特定すれば、絶えず発生、変更、消滅を繰り返す債権群にも担保を立てられることとなった。このような担保を根担保と呼び、その具体例が根質、根抵当、根保証等である。用語法としては、各担保権の名称に「根」を付け、「根○○」のように呼ぶのが通例である。ところで、付従性を緩和すると過大な権利を債権者に与えることになり、濫用の危険がある。そのため、付従性が緩和されたこれらの根担保は、その成立に厳格な要件が課せられている。

### 随伴性の緩和（担保の流用または、転担保）
また、随伴性も厳格適用をすると企業間の取引迅速に資さない結果となるため、担保を債権と分かち、担保のみを売買したり、他の債権や債務の担保に提供するなど、担保の流用も認められている。このような担保の流用は用語法として各担保権の名称に「転」を付けて、「転抵当」や「転質」など「転○○」と呼ばれるのが一般的であるが、根担保のように担保の流用全体を指して「転担保」とはあまり言わないようである。注意点としては、保証債権（保証債務）を本来の被担保債権と分けて譲渡したり、他債務の担保にしたりするいわゆる「転保証」は、物的担保の場合と異なり、特約のない限り許されない。担保として供されているものが債権または人であり、なおかつ主債務者と保証人の間の保証委託契約は双方の信頼関係を基礎として成立しているものであることが多いからである。また、根抵当・根質・根保証などの付従性が緩和された担保（根担保）では、債権譲渡がなされても元本確定前であればこれらの担保権は債権に随伴しない。

### 約定担保物権者の担保の取得（流質、流抵当）
約定担保物権は、担保として供されたものの交換価値を把握し、被担保債権が債務不履行になった場合に競売等の公的な手段で売却し、その換価代金をもって債権の満足に充てることができる権利である。では、なぜわざわざ公的な手段による換価という手段を取るのだろうか。このような面倒な手段を取らないでも、債務不履行の際に担保権者が、「担保に供されたもの」の所有権等を手に入れ、それを個人で売却することによって非担保政権の優先弁済に当てればよいのではないだろうか。実は、このような換価方法は流質や流抵当と呼ばれ、民法制定以前において一般的であり、実際に質物や抵当によって優先弁済を受ける一般的な方法であった。しかし、債務者の困窮状態に付け込み、わずかな額の債務の担保に、高額の物や不動産を提供させ暴利を貪る者が現れたため、約定担保物権実行の場面においての担保権者の担保の直接の取得は禁止されるべきという考え方が民法では採用された。特に歴史的に低額の金銭消費貸借の担保に使われてきた質権においては、低額の被担保債権をより高額な物で担保するという関係に陥りやすいため、「流質契約の禁止」は条文化されている（民法349条）。しかし、今日において質権が本来どおりの使われ方をされることは少なくなったため、その意義を失い、商法や他の特別法、または譲渡担保に関する判例などによって、現在では一般に流質が認められたのと同様の状態になっている。ちなみに流抵当（抵当直流（ていとうじきながれ））は民法上禁止されていない。これには質権ほど被担保債権と担保との間の価値の差が著しくないことと、成立に登記を要することが関係していると思われる。ちなみに、担保権者の担保の直接取得を「流」に約定担保権の名称を付けて「流○○」と表すことが多いが、それらを総合して「流担保」と呼ぶ用法はあまり一般的ではない。

## 種類
担保の内容はさまざまだが、よく知られているものを挙げると以下のようになる。：以下はさらに細分化された種類について記載したが、日本では法律上認められていないものもある。また、債務引受は性質上は担保とは言えないが、実務的には担保として使われることが多いのであえて含めた。建物や土地の権利などの不動産担保や株式（株券）などの債権担保は物的担保の一例である。
- 物的担保
  - 典型担保（担保物権）…民法典に物権として規定のある物的担保
    - 法定担保物権…法定の成立要件が揃うと自動的に発動する担保物権
      - 留置権
      - 先取特権：　一般先取特権（一般担保）　特別先取特権（動産先取特権　不動産先取特権）

    - 約定担保物権…設定契約をすることにより発生する担保物権
      - 質権：　動産質　不動産質　権利質　根質　責任転質　承諾転質　流質
      - 抵当権：　不動産抵当　動産抵当　財団抵当　根抵当　抵当直流

  - 非典型担保…民法典に物権としての規定がない物的担保。
    - 仮登記担保：　代物弁済予約　売買の一方の予約　停止条件付代物弁済
    - 再売買の予約（民法556条）
    - 広義の譲渡担保：　狭義の譲渡担保（譲渡抵当）　売渡担保（売渡抵当）　根譲渡担保　転譲渡担保
    - 所有権留保
    - 買戻し
    - 代理受領：債権者が債権を担保するため、債務者の第三債務者に対する債権の弁済を直接に受領し、債務の弁済にあてること。
    - 相殺期待権ないし相殺権：物的担保として機能する。

  - 特別法上の約定担保物権
    - 企業担保権
- 人的担保
  - 保証（又は保証債務）：　普通保証　共同保証　連帯保証　貸金等根保証契約　受託保証　無受託保証　（なお、物上保証は第三者による物的担保の提供をいう。）
  - 連帯債務
  - 併存的（重畳的）債務引受
  - 不可分債務
  - 合同債務

## 用語
- 担保責任
- 売主の担保責任
- 追奪担保責任
- 瑕疵担保責任
- 根担保
- 増し担保（追加担保）
担保権の目的物が滅失、損傷、減少した場合に、新たな担保を設定すること。
債務者が履行しないと期限の利益を失う（137条）。
- 共同担保
数個の物の上に担保物権を設定した同一の債権の担保、共同抵当等。

## 用字法
主に法令において、「確実に行われることを担保する」などのように「担保」の語をサ変動詞にして用いる事例がみられる（「保証する」「仕組みを確保する」などの意味で用いていると推察される）。また「保証人」という意味で用いる事例もあり、『大辞林』によると、これは明治時代から用いられるようになった用字法である。
また、担保が十分に弁済能力をもたなくなっている状態を担保割れと呼ぶ。たとえば、不動産や株式（株券）を担保にした場合、これらの価格は変動するため、値下がりが発生すると債務を完全に弁済できないことがある。バブル経済崩壊による不動産価格の下落で担保割れとなった不動産担保が多くなり、貸し出した銀行など金融機関の不良債権増加の大きな原因になった。